# Joseph Bell (medico)
Joseph Bell (Edimburgo, 2 dicembre 1837 – Edimburgo, 4 ottobre 1911) è stato un medico britannico, docente di medicina presso l'Università di Edimburgo.
È rimasto noto per avere ispirato Arthur Conan Doyle, suo allievo e assistente, nella creazione del personaggio di Sherlock Holmes.

## Biografia
Joseph Bell nacque a Edimburgo il 2 dicembre 1837 da Cecilia Barbara Craigie (1813-1882) e da Benjamin Bell (1810-1883), e fu l'ultimo rappresentante di una dinastia che praticava la chirurgia a Edimburgo da oltre 150 anni, il cui fondatore fu Benjamin Bell. Nei suoi insegnamenti enfatizzò l'importanza di un'attenta osservazione nel fare una diagnosi. A dimostrazione di ciò, era solito osservare un estraneo per poi dedurne l'occupazione e le sue recenti attività. Queste sue capacità lo portarono ad essere considerato un pioniere della scienza forense, in un tempo in cui la scienza non era ancora largamente usata nelle investigazioni criminali.
Seguendo le orme del padre, studiò alla locale università di medicina e vi si laureò nel 1859, con una tesi sul cancro epiteliale. Da testimonianze di suoi contemporanei è accertato che fu un ottimo chirurgo e una statistica relativa al maggio 1883 rileva che egli perse solo 3 pazienti su 67 interventi effettuati.
Bell è noto perché ebbe come allievo Arthur Conan Doyle, il quale si ispirò al suo maestro per la creazione del personaggio di Sherlock Holmes. Bell infatti nelle sue lezioni era solito sottolineare l'importanza dell'osservazione nell'esprimere una diagnosi e lo dimostrava esaminando uno sconosciuto ed indovinandone, in base all'aspetto, l'occupazione e le recenti attività.
Un celeberrimo caso narrato da sir Arthur Conan Doyle nella sua autobiografia dimostra come Bell insegnasse ai propri studenti l'arte della deduzione:
Un'altra, sempre contenuta nell'autobiografia, recita così:
Conan Doyle usò poi questa deduzione in uno dei suoi racconti, Cinque semi d'arancio, incluso nella raccolta Le avventure di Sherlock Holmes.
Ai tempi dei delitti di Jack lo squartatore Bell fu tra gli incaricati delle indagini medico-legali ed è singolare come almeno due film (Sherlock Holmes: notti di terrore e Assassinio su commissione) vedano il personaggio di Holmes impegnato nelle indagini sul celebre criminale.
Joseph Bell morì il 4 ottobre 1911. Dalla lunga epigrafe pubblicata dall'Edinburgh Medical Journal emerge che Bell era un uomo molto religioso, conservatore, illuminato in politica e gentiluomo colto e brillante che parlava in epigrammi, che sapeva usare il bisturi e le parole in modo abile ed efficace.